# St. Bees
St. Bees är en by och en civil parish  i Cumbria i England. Orten har 1 717 invånare (2001). Den har en kyrka.